# Howie Morenz
Howard William Morenz (21 de setembro de 1902 - 8 de março de 1937) foi um jogador canadense profissional de hóquei no gelo. Ele jogou na posição central para três equipes da National Hockey League (NHL): o Montreal Canadiens (em dois turnos), para o Chicago Black Hawks e para o New York Rangers. Antes de ingressar na NHL, Morenz destacou no Ontario Hockey Association, onde o seu time jogou para o Memorial Cup, um campeonato de juniores de hóquei no gelo no Canadá. Na NHL, ele foi um dos jogadores mais dominantes na liga e bateu vários recordes de pontuação. Um skatista forte, Morenz foi referido como o "Streak Stratford" e "Meteor Mitchell" em referência a sua velocidade sobre o gelo. Morenz morreu de complicações de uma perna quebrada, uma lesão que sofreu em um jogo. Após sua morte, os Montreal Canadiens retirou o seu número, a primeira vez que a equipe fez isso para qualquer jogador. Quando o Hockey Hall of Fame foi inaugurado em 1945, Morenz foi um dos nove homenageados. Em 1950, a imprensa do Canadá nomeou-o o melhor jogador de hóquei no gelo da primeira metade do século XX.

## Vida pessoal

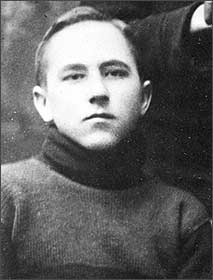
Howie Morenz com 15 anos.

Nascido em Mitchell, Ontário, era filho de William Frederick Morenz e Pauli Rose, Howie Morenz tinha três irmãs e dois irmãos. Aprendeu a jogar hóquei no gelo com oito anos na posição de goleiro, porém quando partiu para os juniores com dezesseis anos ficou na posição defensiva. Em maio de 1917, sua família mudou-se para Stratford, uma comunidade muito próxima ao antigo vilarejo. Nessa nova comunidade, Morenz, tentou se alistar no exército canadense, mas foi recusado quando repreenderam sua idade.
Com 18 anos Morenz se tornou aprendiz com a Canadian National Railways (CNR) em Stratford. Quando não estava jogando hóquei no gelo, Morenz apostava avidamente sobre corridas de cavalos e tovaca ukelele.
Em 1926 casou com Mary McKay e teve com ela três filhos: Howie Junior em 1927, Donald em 1933 e Marlene em 1934 (que casou com Bernie Geoffrion que jogou nos Montreal Canadiens e Rangers de 1950 a 1968).

## Morte
Morenz morreu em 8 de março de 1937 devido a uma lesão que sofreu na perna em um jogo da Montreal Canadiens.

## Estatísticas da carreira

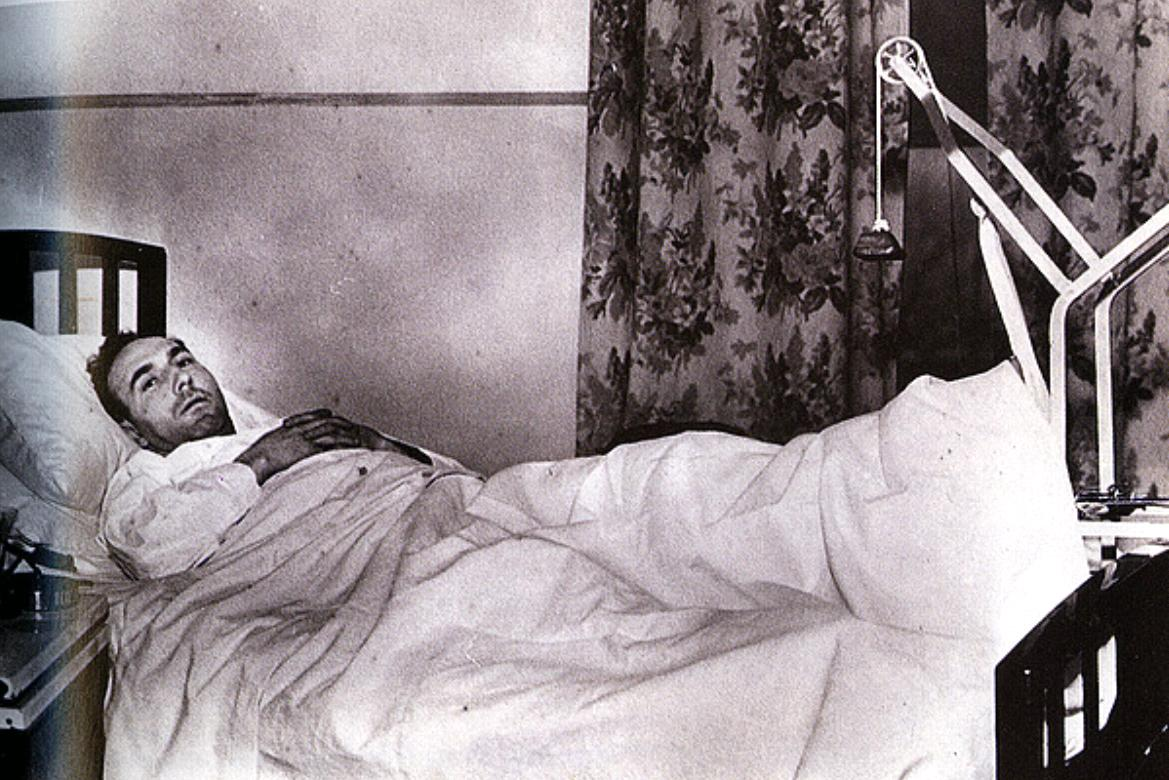
Morenz no hospital com uma lesão em 1937.

| 1919-20    | Stratford Midgets   | OHA-Jr.    | 5   | 14  | 4   | 18  | —   | 7  | 14 | 12 | 26 | —  |
| 1920-21    | Stratford Midgets   | OHA-Jr.    | 8   | 19  | 12  | 31  | —   | 13 | 38 | 18 | 56 | —  |
| 1921-22    | Stratford Midgets   | OHA-Jr.    | 4   | 17  | 6   | 23  | 10  | 5  | 17 | 4  | 21 | —  |
| 1921-22    | Stratford Indians   | OHA-Sr.    | 4   | 10  | 3   | 13  | 2   | 8  | 15 | 8  | 23 | 21 |
| 1922-23    | Stratford Indians   | OHA-Sr.    | 10  | 15  | 13  | 28  | 19  | 10 | 28 | 7  | 35 | 36 |
| 1923-24    | Montreal Canadiens  | NHL        | 24  | 13  | 3   | 16  | 20  | 6  | 7  | 3  | 10 | 10 |
| 1924-25    | Montreal Canadiens  | NHL        | 30  | 28  | 11  | 39  | 46  | 6  | 7  | 1  | 8  | 8  |
| 1925-26    | Montreal Canadiens  | NHL        | 31  | 23  | 3   | 26  | 39  | —  | —  | —  | —  | —  |
| 1926-27    | Montreal Canadiens  | NHL        | 44  | 25  | 7   | 32  | 49  | 4  | 1  | 0  | 1  | 4  |
| 1927-28    | Montreal Canadiens  | NHL        | 43  | 33  | 18  | 51  | 66  | 2  | 0  | 0  | 0  | 12 |
| 1928-29    | Montreal Canadiens  | NHL        | 42  | 17  | 10  | 27  | 47  | 3  | 0  | 0  | 0  | 6  |
| 1929-30    | Montreal Canadiens  | NHL        | 44  | 40  | 10  | 50  | 72  | 6  | 3  | 0  | 3  | 10 |
| 1930-31    | Montreal Canadiens  | NHL        | 39  | 28  | 23  | 51  | 49  | 10 | 1  | 4  | 5  | 10 |
| 1931-32    | Montreal Canadiens  | NHL        | 48  | 24  | 25  | 49  | 46  | 4  | 1  | 0  | 1  | 4  |
| 1932-33    | Montreal Canadiens  | NHL        | 46  | 14  | 21  | 35  | 32  | 2  | 0  | 3  | 3  | 2  |
| 1933-34    | Montreal Canadiens  | NHL        | 39  | 8   | 13  | 21  | 21  | 2  | 1  | 1  | 2  | 0  |
| 1934-35    | Chicago Black Hawks | NHL        | 48  | 8   | 26  | 34  | 21  | 2  | 0  | 0  | 0  | 0  |
| 1935-36    | Chicago Black Hawks | NHL        | 23  | 4   | 11  | 15  | 20  | —  | —  | —  | —  | —  |
| 1936-36    | New York Rangers    | NHL        | 19  | 2   | 4   | 6   | 6   | —  | —  | —  | —  | —  |
| 1936-37    | Montreal Canadiens  | NHL        | 30  | 4   | 16  | 20  | 12  | —  | —  | —  | —  | —  |
| NHL totals | NHL totals          | NHL totals | 550 | 271 | 201 | 472 | 546 | 47 | 21 | 12 | 33 | 66 |

## Prêmios

### NHL
| Prêmio/Troféu                  | Ano(s)           |
| ------------------------------ | ---------------- |
| Art Ross Trophy                | 1928, 1931       |
| Hart Memorial Trophy           | 1928, 1931, 1932 |
| First NHL All-Star Team Center | 1931, 1932       |
| Second All-Star Team Center    | 1933             |